# Chris Wood (Fußballspieler, 1991)
Christopher „Chris“ Grant Wood (* 7. Dezember 1991 in Auckland) ist ein neuseeländischer Fußballspieler, der seit 2023 beim englischen Verein Nottingham Forest unter Vertrag steht. Seit 2009 spielt er zudem für die neuseeländische Nationalmannschaft.

## Vereinskarriere
Christopher „Chris“ Wood, der auch einen britischen Pass besitzt, kam 2007 nach seinen Leistungen bei der U-17-Weltmeisterschaft zum Probetraining zu West Bromwich und wurde 2008 in die Jugendakademie aufgenommen. Zuvor hatte er in Neuseeland für die Hamilton Wanderers in der Northern League und den Waikato FC in der New Zealand Football Championship, der höchsten Spielklasse des Landes, gespielt. Für die Jugendmannschaft der Albions zeichnete sich Wood als regelmäßiger Torschütze aus und kam daraufhin auch in der Reservemannschaft zu Einsätzen. Im April 2009 wurde er von Tony Mowbray für das Premier-League-Spiel gegen den FC Portsmouth nominiert und kam in der 75. Minute per Einwechslung als fünfter Neuseeländer überhaupt in der englischen Eliteliga zum Einsatz. Kurze Zeit später zeichnete ihn der neuseeländische Verband als Nachwuchsspieler des Jahres 2008 aus, eine Auszeichnung, die er 2009 erneut erhielt.
Zur Saison 2009/10 erhielt Chris Wood einen Profivertrag und kam in der Zweitligasaison 2009/10 regelmäßig als Einwechselspieler zum Einsatz. Sein erstes Pflichtspieltor erzielte er am 15. September bei einem 3:1-Erfolg gegen die Doncaster Rovers, am Saisonende gelang als Meisterschaftszweiter die Rückkehr in die Premier League. Dort kam Wood zu Saisonbeginn kaum zum Zug und wurde daher im September 2010 zunächst für zwei Monate an den Zweitligisten FC Barnsley verliehen. Anschließend folgte eine weitere Leihe an den Drittligisten Brighton & Hove Albion, der ursprünglich bis Januar 2011 geplante Aufenthalt wurde nach sechs Einsätzen bis Saisonende verlängert. Wood erzielte für Brighton in 29 Einsätzen acht Tore und verhalf dem Klub damit zum Meistertitel in der Football League One 2010/11 und dem damit verbundenen Aufstieg.
Am 5. August 2011 wechselte er auf Leihbasis zu Birmingham City. Nach einem halben Jahr dort wurde er abermals verliehen, dieses Mal an den Zweitligisten Bristol City. Für die Saison 2012/13 wurde er an den FC Millwall verliehen. Im Januar 2013 wechselte er zu Leicester City. Nach Ende einer Leihe zu Ipswich Town von Februar bis Mai 2015 wechselte Wood aus Leicester zu Leeds United.
Ende August 2017 wechselte Wood für eine vereinsinterne Rekordablöse zum FC Burnley und erhielt einen bis 2021 laufenden Vertrag. Presseseitig wurde eine Ablöse von etwa 15 Millionen Pfund vermutet. In vier Spielzeiten in der höchsten englischen Spielklasse traf der Angreifer jeweils zweistellig. Die beste Torausbeute gelang Chris Wood in der Premier League 2019/20, als er vierzehn Treffer für den Tabellenzehnten erzielen konnte.
Am 13. Januar 2022 wechselte Wood zu Newcastle United und erhielt einen Vertrag bis 2024. Medienberichten zufolge wurde hierbei eine Ausstiegsklausel in Höhe von etwa 25 Millionen Pfund genutzt. In der Rückrunde der Premier League 2021/22 kam Wood in siebzehn Partien zum Einsatz und erzielte dabei zwei Tore. Im Januar 2023 verlieh ihn Newcastle für den Rest der Saison 2022/23 an den Ligakonkurrenten Nottingham Forest. Die Ausleihe beinhaltet zudem eine Kaufpflicht, die unter anderem greift wenn Forest den Klassenerhalt erreicht. Im Sommer 2023 wechselte er daraufhin auf fester Vertragsbasis zu Forest und wurde in der Premier League 2023/24 mit vierzehn Treffern zum besten Torschützen seiner Mannschaft.

## Nationalmannschaft
Mit der neuseeländischen U-17-Auswahl nahm Wood 2007 an der U-17-Weltmeisterschaft in Südkorea teil, schied mit seiner Mannschaft aber nach der Gruppenphase mit 0:13 Toren aus. Im Mai 2009 berief Nationaltrainer Ricki Herbert Wood überraschend für den Konföderationen-Pokal 2009 erstmals in die A-Nationalmannschaft. Nach seinem Debüt in einem Vorbereitungsspiel gegen Tansania Anfang Juni, kam er auch im zweiten Gruppenspiel gegen Südafrika zum Einsatz.
Im Oktober und November 2009 gehörte Wood in den beiden Play-off-Spielen um die WM-Teilnahme 2010 gegen Bahrain zum neuseeländischen Kader. Er wurde jeweils während der 2. Halbzeit eingewechselt, als sich Neuseeland durch einen 1:0-Heimsieg erstmals seit 1982 wieder für eine Fußball-Weltmeisterschaft qualifizierte. Bei der WM-Endrunde ließ Ricki Herbert in einem 4-3-3-System mit drei nominellen Spitzen spielen, er präferierte dabei aber Shane Smeltz, Chris Killen und Rory Fallon, Wood kam in den drei Partien gegen die Slowakei, Titelverteidiger Italien und Paraguay jeweils per Einwechselspieler zum Einsatz, Neuseeland schied nach drei Unentschieden ungeschlagen in der Gruppenphase aus.